# Transeius katumaniensis
Transeius katumaniensis är en spindeldjursart som beskrevs av Zannou, Moraes och Oliveira 2007. Transeius katumaniensis ingår i släktet Transeius och familjen Phytoseiidae. Inga underarter finns listade i Catalogue of Life.